# Apolonia de Cirene
Apolonia de Cirene es un yacimiento arqueológico situado en Cirenaica, en la actual Libia, que era el puerto de la ciudad de Cirene.

## Historia
Fundada por los griegos, la ciudad devino en un importante centro comercial del sur del Mediterráneo como puerto de Cirene, situado a 20 km al suroeste. Allí nació el geógrafo y matemático Eratóstenes.
Apolonia se convirtió en autónoma de Cirene a más tardar cuando el área pasó al poder de Roma, cuando era una de las cinco ciudades de la Pentápolis libia, creciendo en poder hasta que, en el siglo VI d. C., se convirtió en la capital de la Roma provincia de Libia Superior o Libia Pentapolitana. La ciudad se conoció como Sozusa, lo que explica el nombre moderno de Marsa Susa o Susa, que creció mucho después del cese de la vida urbana en la ciudad antigua después de la invasión árabe del 643 d. C.

## Yacimiento arqueológico
Los primeros niveles de cimentación de la ciudad de Apolonia están por debajo del nivel del mar debido a la inmersión en los terremotos, mientras que los estratos superiores de los últimos períodos cristianos bizantinos se encuentran a varios metros sobre el nivel del mar, construidos sobre los depósitos acumulados de períodos anteriores. Beechey (1827) observó la existencia de edificios en el mar, con algunos dibujos en bruto, y Goodchild (1950) y André Laronde también publicaron estudios arqueológicos del sitio. En 1958 y 1959, Nicholas Flemming, entonces estudiante de la Universidad de Cambridge, dirigió equipos de estudiantes capacitados en buceo y topografía submarina para mapear el gran sector de la ciudad debajo del mar. Los resultados de este trabajo fueron publicados, completos con mapas y diagramas de edificios submarinos en las referencias citadas a continuación. Carlo Beltrame y sus colegas han realizado recientemente un estudio fotográfico submarino de algunos de los edificios.
El terremoto y tsunami de Creta del 21 de julio de 365 d. C. aparentemente causaron grandes daños a la ciudad y al puerto.
El Museo Apollonia (Susa) alberga muchos artefactos encontrados en el sitio antiguo.

### Puerto
Los restos del antiguo puerto de Apolonia están muy bien conservados porque están bajo el agua. La diferencia en el nivel del mar, de hecho, se estimó en alrededor de 3,70-3,80 m. El puerto es relativamente antiguo, data del siglo VI al a y esto lo hace único, ya que ningún otro puerto completo es tan antiguo.

### Iglesias

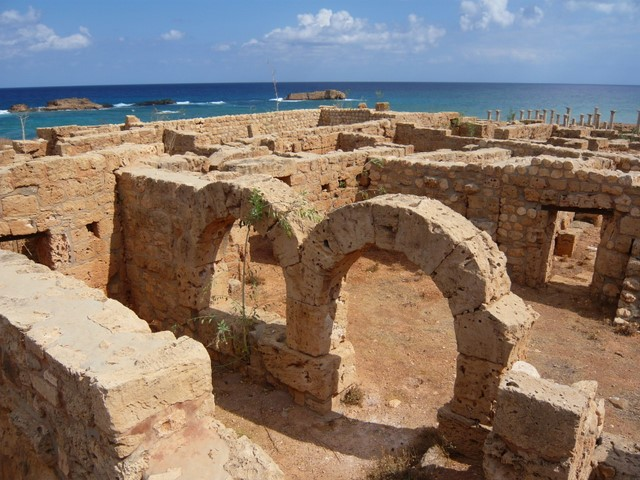
Palacio de Apolonia con la Basílica Oriental al fondo

Apolonia es célebre por las ruinas de tres iglesias bizantinas (de las cinco originalmente en pie). Están ubicadas al sur, centro y este del palacio del gobernador. El oriental, que data del siglo V, fue el más importante. Las columnas de mármol utilizadas en la nave se reutilizaron como spolia y provienen originalmente de Eubea.

### Palacio
El palacio, que fue utilizado como palacio del dux bizantino, fue excavado por Goodchild entre 1959 y 1962. Fue utilizado por última vez como palacio del duque bizantino y contiene más de 100 habitaciones. Una inscripción de mármol atestigua su uso como casa de un comandante militar romano. 

### Teatro

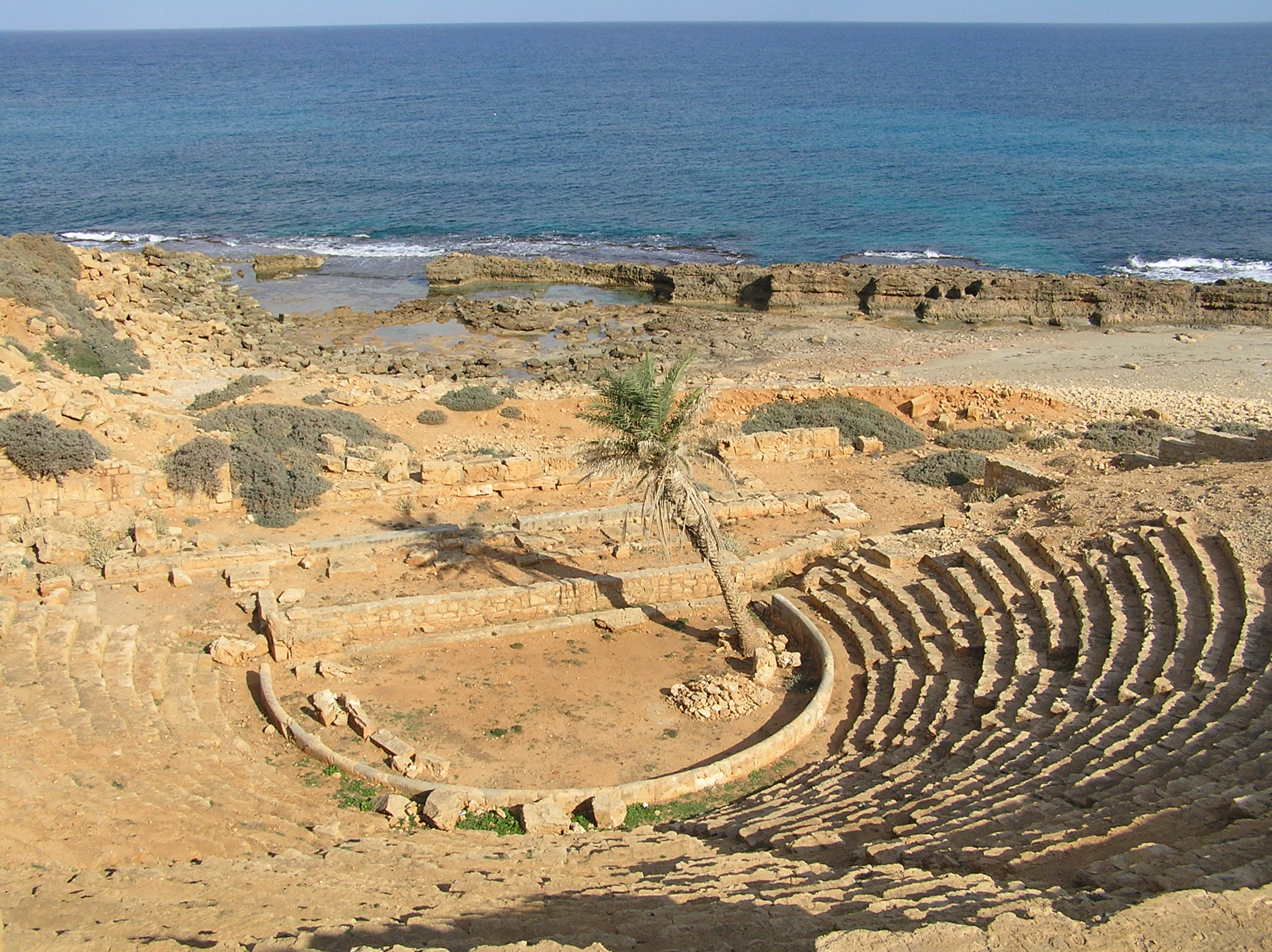
Teatro de Apolonia.

El bien conservado teatro griego está frente al mar fuera de las murallas de la ciudad vieja. Este monumento data del siglo III a. C. y, por lo tanto, es uno de los sitios más antiguos de Apolonia. La estructura fue modificada bajo Domiciano, lo que sugiere su uso como arena para luchas de gladiadores. El siglo V vio el abandono del teatro y la reutilización de las columnas del escenario como spolia en la basílica oriental. La cávea tiene 28 niveles de asientos.